# Lenda da morte de Paul McCartney

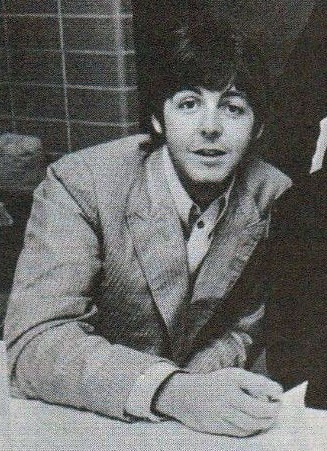
Paul em agosto de 1966. A teoria sugere que Paul sofreu um acidente de carro e finou em novembro do mesmo ano, sendo substituído por um sósia.

A suposta morte de Paul McCartney (conhecida em inglês como "Paul is dead"; em tradução literal: "Paul está morto") é uma lenda urbana e teoria da conspiração alegando que o músico inglês de rock Paul McCartney, dos Beatles, morreu em 9 de novembro de 1966 em um acidente de carro e foi secretamente substituído por um sósia.
O boato começou a circular por volta de 1967, mas cresceu em popularidade depois de ser relatado em campos universitários norte-americanos no final de 1969. Os proponentes basearam a teoria em pistas encontradas nas letras das canções e nas capas dos álbuns dos Beatles. A caça às pistas provou ser infecciosa e, em poucas semanas, se tornou um fenômeno internacional.
Durante a década de 1970, o fenômeno foi objeto de análise e estudo nas áreas da sociologia, psicologia e comunicação social. McCartney parodiou a teoria em seu álbum ao vivo de 1993, Paul Is Live. Em 2009, a revista Time incluiu "Paul is dead" em sua reportagem sobre as "Dez Teorias Conspiratórias Mais Duradouras do Mundo".

## Contexto
Em 1966, logo após o lançamento de Revolver, os Beatles pararam de excursionar em virtude da dificuldade de reproduzir ao vivo os arranjos cada vez mais complexos e inusitados de suas canções. Este fato, aliado a um acidente de carro sem maiores consequências sofrido por Paul McCartney, deu origem, após algum tempo, à história de que McCartney havia morrido e sido substituído por um sósia.
O boato afirma que Paul faleceu em 9 de novembro de 1966 após colidir num cruzamento. Segundo alguns, a notícia chegou a ser veiculada em uma emissora de rádio, porém foi rapidamente ocultada. A batida foi tão forte que chegou a desfigurá-lo, matando-o instantaneamente, e por essa razão que o empresário da banda, Brian Epstein, divulgou que os Beatles não fariam mais apresentações ao vivo. McCartney havia um sósia chamado William Campbell, de origem anglo-escocesa, que havia sido seu dublê durante as gravações dos filmes A Hard Day’s Night (1964) e Help! (1965).
A banda sempre negou qualquer envolvimento ou colaboração com os boatos. As pistas presumíveis, porém, contribuíram durante algum tempo para aumentar a divulgação e as vendas dos discos dos Beatles. Segundo a teoria, essas pistas teriam sido compostas por John Lennon que, indignado com a farsa, decidiu espalhar a notícia sobre o trágico acontecimento.
A história foi primeiramente noticiada em 12 de outubro de 1969 em uma estação de rádio de Detroit, nos Estados Unidos, pelo disco-jóquei Russ Gibb. Ele havia recebido um telefonema de um ouvinte o instruindo para algumas pistas nas canções e nas capas dos discos que indicavam a suposta morte. Neste dia, Gibb leu a lista das pistas ao vivo e também improvisou algumas a mais. Para seu espanto, os periódicos locais levaram a história seriamente e publicaram a lista. No final de outubro, o boato havia se espalhado de tal maneira, que McCartney, em férias na Escócia, foi obrigado a vir a público, por meio de uma entrevista à revista Life, desmentir os rumores.

## Teoria
Paul teria morrido em um acidente de carro às cinco horas da manhã de uma quarta-feira, 9 de novembro de 1966. O músico sofreu um esmagamento craniano e, ou, foi decapitado ao colidir com outro veículo por não ter observado o sinal do cruzamento fechar. No acidente, seu rosto teria sido desfigurado e ele teria perdido seus dentes, o que inviabilizou a sua identificação, em razão de que, na época, não haviam exames de DNA para identificação. Desta forma, os outros Beatles teriam resolvido em substituí-lo por um sósia.
Para a escolha do dublê, teria sido realizado um concurso nacional. Seu vencedor, William Campbell, também conhecido como "Billy Shears", teria feito algumas operações plásticas para aumentar sua semelhança com o falecido Beatle. As únicas falhas que não poderiam ser corrigidas seriam a estatura de Campbell, que era de quatro a cinco centímetros maior que a de Paul, e o fato do primeiro ser destro, enquanto o segundo era canhoto.

## Lista de pistas

### Sgt. Pepper's Lonely Hearts Club Band(1967)
Pistas gráficas
- A capa é, na realidade, a cena do sepultamento de McCartney, com pessoas olhando e os arranjos de flores típicos de um funeral. Sobre a cabeça do baixista, há uma mão aberta, símbolo de morte em algumas culturas.[quais?]

- Um dos arranjos de flores forma o desenho de um baixo elétrico de modelo Höfner 500/1, distintivo de Paul, virado para a direita, já que o músico era canhoto. O baixo tem três cordas ao invés de quatro, uma referência aos Beatles sem o seu quarto integrante. No mesmo arranjo, uma descrição pode ser lida como "Paul D" (D de "Dead", "morto" em inglês).

- O arranjo floral onde aparentemente está escrito "Beatles", na realidade, deve ser lido como "BE AT LESo", ou "Be at Leso" (em tradução literal: "fique em Leso"). O título pode ser uma referência a ilha grega Lesbos, em que McCartney teria sido supostamente enterrado. Embaixo da letra T do arranjo "Beatles", há uma pequena estatueta de Xiva, Deus hindu da destruição, que aponta para Paul.

- Uma boneca segura um carrinho de brinquedo. O modelo seria o mesmo do acidente de McCartney, cujo interior é vermelho em referência ao sangue decorrente do desastre.
- Na gravura da bateria, se um espelho for colocado horizontalmente cortando a frase "Lonely Hearts", a combinação da parte de cima das letras com o reflexo mostra a frase "one he die" ("Um ele morre", em inglês), referindo-se à morte de um dos Beatles. Uma outra versão diz que a frase da bateria deve ser lida como "I One IX He ^ Die". "I One" seria 11 (onze), "IX" é o nove em numeração romana e a seta que surge entre "He" ("Ele") e "Die" ("Morre") aponta diretamente para McCartney, em sua ponta superior, e para o suposto túmulo, em sua ponta inferior. A mensagem indicaria que no dia nove (IX) do mês onze (I One), ele (Paul) morreu.[nota 3]
- Na gravura da contracapa, todos os Beatles olham para a frente, exceto Paul. Além disso, é possível notar George Harrison apontando o dedo indicador exatamente para o verso "Wednesday morning at five o'clock as the day begin" ("Quarta-feira de manhã às cinco horas quando o dia começa") da faixa "She's Leaving Home", que expõe o dia da semana e a hora exata em que McCartney supostamente finou.

- Na foto do encarte interno do álbum, Paul tem em seu braço uma insígnia onde está escrito "OPD", aparente sigla para "Officially Pronounced Dead" ("Oficialmente considerado morto", em inglês).

Pistas em canções
- A faixa-título introduz o suposto sósia de Paul, William "Billy Shears" Campbell. A canção seguinte, "With a Little Help from My Friends", inicia-se com um coro apresentando Shears.

| “ | And he wants you all to sing along (E ele quer que vocês todos cantem junto) / So let me introduce to you (Então deixem-me apresentar a vocês) / The one and only Billy Shears (O primeiro e único Billy Shears). | ” |

- Em "Within You Without You", há uma citação sobre a morte:

| “ | We were talking about the space between us all (Falávamos sobre o espaço entre todos nós) / And the people who hide themselves behind a wall of illusion (E as pessoas que se escondem atrás de uma parede de ilusão) / Never glimpse the truth (Nunca vislumbram a verdade) / Then it's far too late, when they pass away (Então é tarde de mais, quando elas morrem). | ” |

- Em "Good Morning Good Morning", são feitas referências à McCartney e à hora de seu acidente.

| “ | Nothing to do to save his life, call his wife in (Nada a fazer para salvar a vida dele, ligue para a sua esposa) / Nothing to say but what a day, how's your boy been? ("Nada a dizer, mas que dia, como anda o seu garoto?"). | ” |

| “ | People running round, it's five o'clock (Pessoas correndo, são cinco da manhã) / Everywhere in town is getting dark (Todo lugar na cidade está ficando escuro) | ” |

- A última faixa do álbum, "A Day in the Life", trazia a descrição da fatalidade de Paul. No entanto, Lennon compôs a letra da canção após ler a notícia da morte de Tara Browne, jovem socialite e herdeiro da cervejaria Guinness, aos 21 anos. Browne morreu em 18 de dezembro de 1966.

| “ | He blew his mind out in a car (Ele estourou sua cabeça em um carro) / He didn't notice that the lights had changed (Ele não percebeu que o sinal havia mudado) / A crowd of people stood and stared (Um grupo de pessoas parou e olhou) / They'd seen his face before (Elas tinham visto seu rosto antes). | ” |

### Magical Mystery Tour(1967)
Pistas gráficas
- Se a foto da capa for olhada com um espelho, as estrelas que formam a frase "Beatles" formam também um número telefônico. Quando se ligava para esse número, na época do lançamento do disco, ouvia-se a mensagem "You're getting closer" (Em tradução literal: "Você está chegando perto"). Na realidade, tratava-se de uma garota que havia aderido ao boato sobre a morte de Paul.

- No livro interno que acompanhava o disco, em sua versão original, havia uma foto dos Beatles, cada um com uma rosa na lapela. Todos tinham rosas vermelhas, a não ser McCartney, que usava uma rosa preta. Paul aparece descalço em todas as fotos do livro, seguindo o hábito de que os mortos são enterrados descalços.

- Na foto central do encarte, está escrito "Love 3 Beatles" ("Ame 3 Beatles") na pele do bumbo de Ringo Starr, lembrando, segundo a teoria, que agora os Beatles eram apenas três.

- No desenho dos Beatles, presente no interior do álbum, Paul aparece com o gorro cobrindo parcialmente seu rosto, além de estar com os olhos fechados. A poeira de estrelas que os rodeia também forma uma espécie de auréola sobre a cabeça de McCartney.

Pistas em canções
- "Magical Mystery Tour" ("Turnê Mágica e Misteriosa") seria a jornada a que todos os fãs de McCartney iriam percorrer para decifrar o enigma de sua morte.

- "Blue Jay Way" começa com vozes psicodélicas que acompanham a de Harrison e que supostamente diziam "Paul dead is very bloody" ("Paul morto é muito sangrento", em inglês).
- Na coda de "Strawberry Fields Forever", John diz "I buried Paul" ("Eu enterrei o Paul"). Anos depois, Lennon revelou que, na realidade, a frase era "Cranberry Sauce", o nome de um molho usado para temperar aves, como o peru.

- Ao final de "All You Need Is Love", é possível ouvir Lennon dizendo "Yes, he is dead" ("Sim, ele está morto", em inglês). Na verdade, ele diz "Yesterday", em referência à canção de mesmo nome da banda.

### The Beatles(1968)
Pistas gráficas
As fotos do pôster que acompanha o álbum incluem McCartney em uma banheira com a cabeça para fora da água, dando uma impressão de decapitação, Paul entrando em um trem ou ônibus com duas mãos fantasmagóricas podendo ser vistas atrás dele. Nas fotos principais dos quatro integrantes, a de McCartney revela uma bolha ou cicatriz labial da cirurgia plástica de Campbell para aperfeiçoar sua semelhança com Paul.
Pistas em canções
- A canção "Glass Onion" citaria o estado que Paul se encontrava após o acidente, onde seu rosto desfigurado se parecia com a de uma morsa. O final sombrio da canção, orquestrado pelo produtor George Martin, também contribui para o contexto das mensagens subliminares.

| “ | I told you about the walrus and me, man (Eu lhe contei sobre a morsa e eu, cara) / You know that we're as close as can be, man (Você sabe que nós somos os mais íntimos possível, cara) / Well, here's another clue for you all (Bem, aqui está outra dica para todos vocês) / The walrus was Paul (A morsa era Paul). | ” |

- Em "I'm So Tired" , ao reverter o trecho final da faixa, é possível ouvir John dizendo "Paul is dead, man" ("Paul está morto, cara") / "Miss him, miss him" ("Sinto a falta dele, sinto a falta dele").
- Em "While My Guitar Gently Weeps", os gemidos de Harrison no final da faixa seriam lamentações pelo amigo ("Oh, Paul, Paul, Paul…").
- Em "Don't Pass Me By", é mencionado o acidente de McCartney:

| “ | I'm sorry that I doubted you (Sinto muito por ter duvidado de você) / I was so unfair (Eu fui tão injusto) / You were in a car crash (Você estava em um acidente de carro) / And you lost your hair (E você perdeu o seu cabelo). | ” |

- "Revolution 9" seria sobre a morte de McCartney (sobrenome que possui nove letras). Ao ouvir o verso inicial da faixa ao contrário, surge a mensagem "Turn me on, dead man" ("Me excite, homem morto"), além de pistas em outras partes da música como "Let me out" ("Deixe-me sair"; referência a sair das ferragens do carro).

### Yellow Submarine(1969)
Pistas gráficas
- Aparece novamente uma mão aberta, agora a de John, sobre a cabeça de Paul.

- O submarino amarelo na capa assemelha-se a um caixão enterrado sobre a montanha.

Pistas em canções
- "Only a Northern Song" faz uma referência ao Paul não estar mais com os três Beatles restantes:

| “ | If you think the harmony (Se você acha que a harmonia) / Is a little dark and out of key (É um pouco sombria e fora de tom) / You're correct (Você está certo) / There's nobody there (Não há ninguém lá) / And I told you there's no one there / (E eu lhe disse que não há ninguém lá). | ” |

### Abbey Road(1969)
Pistas gráficas
- John, de branco, representaria um padre; Ringo, o agente funerário; Paul, o cadáver; e George, o coveiro.

- Paul está descalço, de olhos fechados, e com o passo trocado em relação aos outros. Além de ser o único fumando, o cigarro que Paul segura está na mão direita, contrário ao "Paul verdadeiro", que era canhoto e estaria segurando o cigarro com a mão esquerda.

- A placa "LMW 281F" do fusca (também chamado de Beetle, assim como o inseto, em inglês) estacionado atrás de George se referiria às iniciais de "Linda McCartney widow" ("Linda McCartney viúva"), e ao fato de que Paul teria 28 anos se estivesse vivo ("28 if"; "28 anos se").
- Na contracapa, ao lado direito da palavra Beatles, uma imagem feita de luzes e sombras forma uma caveira, e ao lado esquerdo, haveria oito pontos formando o número 3 (sendo então, três Beatles remanescentes).

Pistas em canções
- Em "Come Together", é feita uma referência ao fato de que existiriam somente três Beatles restantes.

| “ | Mojo filter, he say (Mojo filter, ele diz) / "One and one and one is three" (Um e um e um é três) / Got to be good looking 'cause he's so hard to see (Deve ter boa aparência porque ele é tão díficil de ver) | ” |

### Let It Be(1970)
Pistas gráficas
- McCartney é o único cujo fundo está em vermelho, enquanto os outros Beatles se encontram em frente a um fundo branco.